# Huldange
Huldange (en luxemburguès: Huldang; en alemany: Huldingen) és una vila de la comuna de Troisvierges, situada al districte de Diekirch del cantó de Clervaux. Està a uns 62 km de distància de la ciutat de Luxemburg.